# Le Faouët, Morbihan

Le Faouët este o comună în departamentul Morbihan, Franța. În 1 ianuarie 2022 avea o populație de 2.816 de locuitori.